# 結婚前夜 濃密な3日間の出来事
『結婚前夜 濃密な3日間の出来事』（けっこんぜんや のうみつなみっかかんのできごと）は2023年7月5日発売の朝霧浄監督によるオリジナルビデオ作品（R15指定）。

## 概要
脚本と演出にこだわったドラマ物アダルト作品を得意する朝霧浄が監督・脚本・編集を手がけた。
2022年発売のアダルトビデオ『人妻になってしまう幼馴染の逢花と僕は、互いの想いに気づいて何度も中出ししてしまった結婚式直前の三日間。 山岸逢花』をR15指定のオリジナルビデオドラマとしてブラッシュアップし撮影。

## あらすじ
婚活に成功し高収入で年上の誠（川又シュウキ）と結婚することになったあおい（山岸逢花）。あおいの結婚式に招待され久しぶりに実家に戻ってきた幼馴染の颯太（及川大智）との結婚式前3日間の出来事。
颯太は映像関係の仕事をしていたが、夢に破れ辞めてしまい無職となっていた。お隣さんで幼馴染の二人はかつて両想いだったが別々の道へ進む。中学時代から密かに好意を寄せ合う二人は久しぶりの再会で恋心を再燃させる。挙式前に起こった2人だけの秘密で濃厚な3日間の出来事・・・。

## 登場人物
広瀬あおい
演 ‐ 山岸逢花
婚活をして高収入で仕事の出来る誠と結婚することとなった。かつて好きだった幼馴染の楓太との久しぶりの再会で心が揺れる。
依田颯太
演 ‐ 及川大智
幼い頃からあおいと一緒に過ごしている幼馴染。仕事のために東京で一人暮らしをしているが地元に戻ってくる。あおいの結婚を祝福するが、あおいのことが好きだった。
藤堂誠
演 ‐ 川又シュウキ
あおいの結婚相手。ゆいと体の関係を持っている。
緑川ゆい
演 ‐ 平井栞奈
誠と体の関係を持っているウエディングプランナー。
広瀬雄太郎
演 ‐ 山根雄太郎
あおいの父。
広瀬恵子
演 ‐ 朱魅
あおいの母。
依田ゆきえ
演 ‐ よしい美希
颯太の母。
上野理紗
演 ‐ 金城朱桜
あおいと颯太と同級生。中学生の時に颯太を好きだったが、あおいといつも一緒だったので諦めた。

## スタッフ
- 監督・脚本・編集：朝霧浄
- 企画：雅太郎
- プロデューサー：久保獅子
- 撮影：高橋清
- 照明：大塚玉堂
- 録音：麻生誠次
- 編集：鷹野朋子
- 助監督：関根裕一
- 制作：Breeze

### 関連アダルトビデオ
- 人妻になってしまう幼馴染の逢花と僕は、互いの想いに気づいて何度も中出ししてしまった結婚式直前の三日間。山岸逢花[2]（2022年4月19日、プレミアム）主演：山岸逢花、共演：堀内ハジメ、監督：朝霧浄